# Trekantgalaksen
| Trekantgalaksen - M33 (objekt nr. 33 i Messiers katalog), NGC 598 (objekt nr. 598 i New General Catalogue) - er den tredjestørste galakse i den lokale galaksehob og med en afstand på ca. 3 mio lysår. M33 er en spiralgalakse ligesom Mælkevejen med en diameter på 50.000 lysår, hvilket er det halve af Mælkevejens. |

Koordinater:  01h 33m 50.9s, +30° 39′ 36″
|  | Infoboks uden skabelon Denne artikel har en infoboks dannet af en tabel eller tilsvarende. |